# Список наводнений в Нидерландах
В статье приведён хронологический список наводнений в Нидерландах.

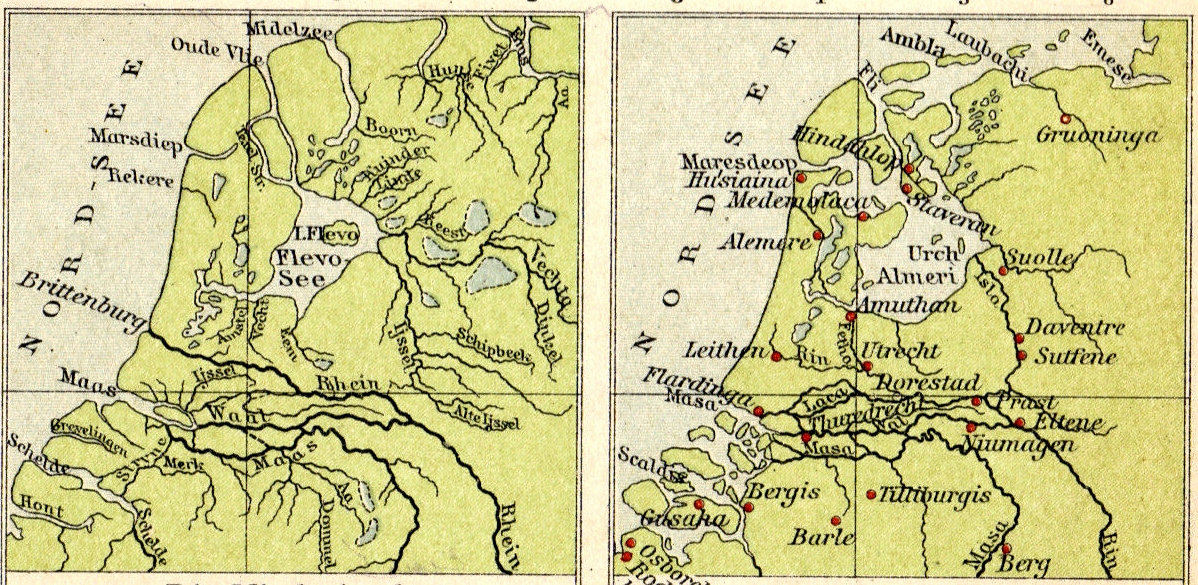
Карта северной части Голландии, с I (слева) по X век (справа). Размывание земель привело к образованию залива Зёйдерзе

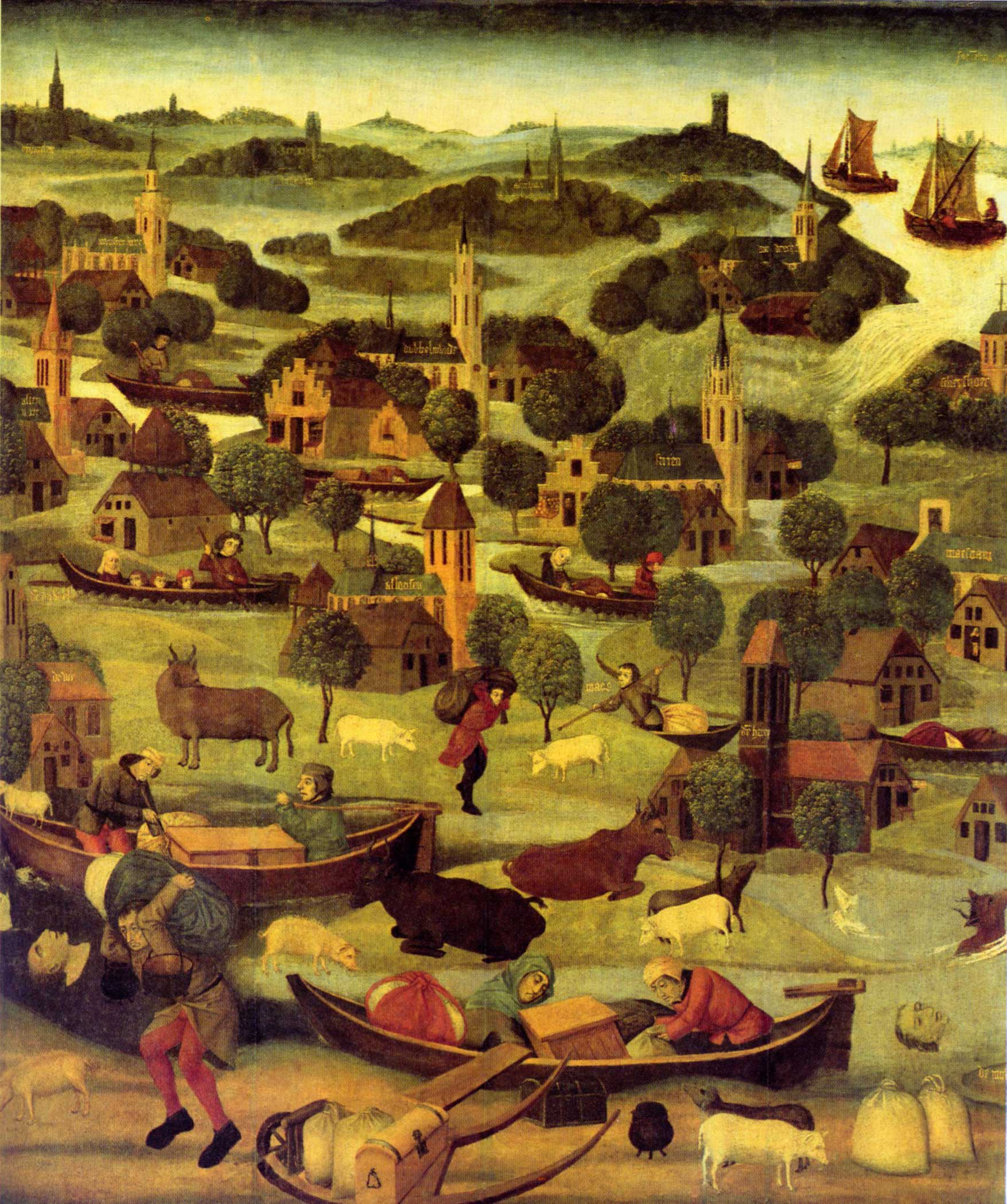
Второе наводнение Святой Елизаветы, 1421 год

- 838, 26 декабря — большая часть северо-запада страны затоплена во время шторма. Наводнение описывается епископом Пруденцием Труаским в Бертинских анналах, где сообщается о 2437 жертвах.
- 1014, 28 сентября — частично закрытое дюнами побережье страны впервые прорывается, Валхерен сильно пострадал. Кведлинбургские анналы сообщают о тысячах умерших.
- 1042, 2 ноября — наводнение, затронувшее, вероятно, только фламандское побережье, в частности устье реки Изер, упоминается в Annales Blandiniensis (Гент).
- 1163: несколько наводнений в Нидерландах, вызванных прорывом дамб вдоль русла Мааса, в результате которых устье Ауде-Рейна было полностью закрыто наносами.
- 1170 — первое наводнение Всех святых (1170) (Allerheiligenvloed). Затоплены обширные районы севера страны. Открылась протока из Северного моря во Флевонское озеро (на территории Алмере), которое впоследствии стало солёным заливом Зёйдерзе. Это наводнение послужило началом распространения Северного моря, Зёйдерзе и Ваддензе[1].
- 1196 — наводнение Святого Николая (Sint-Nicolaasvloed). Большие области севера Нидерландов затоплены, торфяники Западной Фрисландии уничтожены. Увеличение Зёйдерзе.
- 1212 — Северная Голландия затоплена, около 60 тыс. жертв.
- 1214 — шторм, затронувший все части Нидерландов. Эрозия торфяных районов.
- 1219, 16 января — Наводнение Святого Марселия (Sint-Marcellusvloed), четвёртое сильное наводнение за 50 лет. Затопление больших областей на севере Нидерландов, количество жертв оценивается в 36 тыс. человек.
- 1248, 20 ноября, 28 декабря и 4 февраля 1249 года — прибрежные дюны (вероятно в Каллантсоге) пробиты, затоплена Северная Голландия, а также Фрисландия и Гронинген.
- 1277 — наводнение, затопившее Рейдерланд.
- 1280 — затоплены обширные области севера Нидерландов, образовался залив Лауверсзе.
- 1282 — прорыв прибрежных дюн около Тексела, вода прорывается в области, где сейчас расположены Ваддензе и Эйсселмер.
- 1287, 14 декабря — наводнение в день Святой Люсии.
- 1362, январь — наводнение Грёте-Мандренке. Ураганный ветер вызвал штормовой нагон воды, пробравшийся глубоко вглубь материка, убив 25 тыс. человек. Море поглотило 60 приходов в датской епархии Шлезвиг и нанесло огромный ущерб инфраструктуре Англии.
- 1404 — первое наводнение Святой Елизаветы (1404).
- 1421, 18 ноября — второе наводнение Святой Елизаветы (1421).
- 1530 — наводнение Святого Феликса (Sint-Felixvloed).

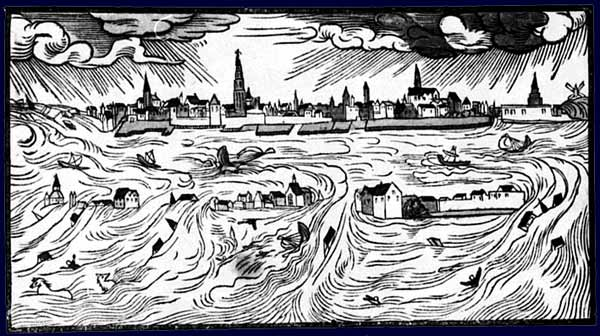
Наводнение 1570 года в Антверпене

- 1570, 1 ноября — наводнение Всех святых (1570) (Allerheiligenvloed).
- 1574, октябрь —  «Лучше потопить землю, чем потерять ее». Осада Лейдена.
- 1634 — наводнение Бурхарди
- 1675 — наводнение, затронувшее север Нидерландов — часть Терсхеллинга, окрестности Ставерена и Хинделопена, область между Схагеном и городом Ден Хелдер, окрестности Амстердама и большие области около Харлеммермера.
- 1703, с 7 по 9 декабря — Великий шторм, вызвавший наводнение, которое привело к гибели нескольких тысяч людей.
- 1717, ночь с 24 на 25 декабря — Рождественское наводнение (1717) (Kerstvloed)[2].
- 1820, 23 января — из-за прорыва нескольких дамб затоплены обширные части Алблассерварда. Шлюз между Линге и каналом от Стененхука до Горинхема не выдержал, что привело к затоплению площади около 1300 км².
- 1825, с 2 по 5 февраля — Февральское наводнение. Несколько серьёзных прорывов дамб привели к затоплению провинций Гронинген, Фрисландия и Оверэйсел и потере 800 человеческих жизней.
- 1836 — два наводнения, вызванных ураганными ветрами около озера Харлеммермер. Одно в ноябре добралось до Амстердама, другое на Рождество затопило Лейден. После этого в мае 1840 года голландцы начали осушать Харлеммермер.
- 1916, 13 и 14 января — наводнение в районе Зёйдерзе, подтолкнуло к реализации проект «Зёйдерзе» и созданию службы по наводнениям.

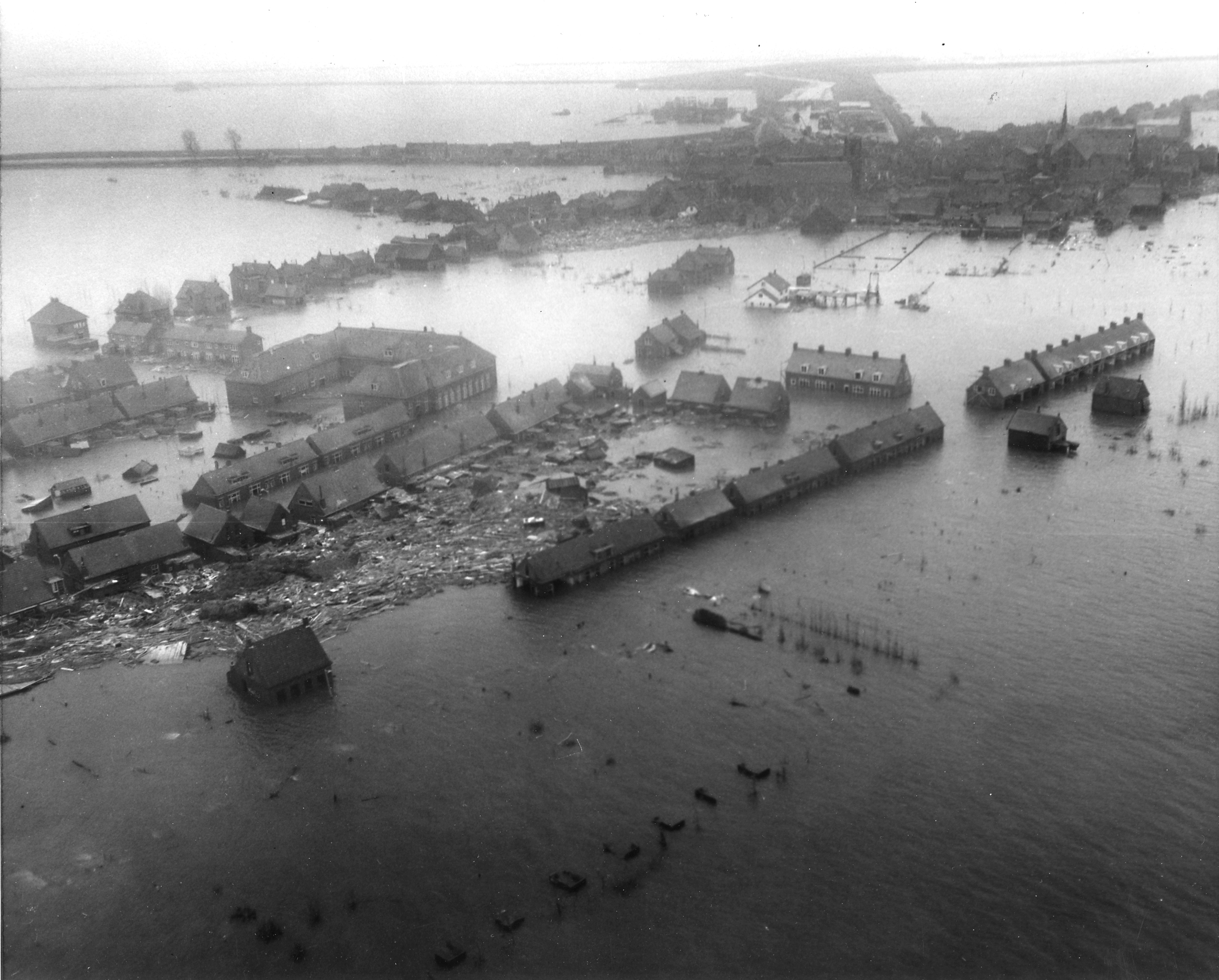
Зёйд-Бевеланд, 1953 год

- 1953, ночь с 31 января на 1 февраля — наводнение в странах Северного моря (1953)[3].
- 2007, ночь с 8 на 9 ноября — наводнение в странах Северного моря (2007)
- 2021, июль — наводнения в Европе.